# Mohamed Ben Ahmed Abdelghani
Mohammed ben Ahmed Abdelghani (arabisch محمد بن أحمد عبد الغني, DMG Muḥammad b. Aḥmad ʿAbd al-Ġanī; * 18. März 1927 in Ghazaouet; † 22. September 1996 in Algier) war ein algerischer Offizier und Politiker. Er war in der Zeit vom 8. März 1979 bis 22. Januar 1984 Premierminister Algeriens unter Präsident Chadli Bendjedid.

## Leben
Mohammed ben Ahmed Abdelghani besuchte die Volks- und höhere Schule in Algier. Bereits als 16-Jähriger schloss er sich 1943 der Parti du peuple algérien an, die im damaligen Französisch-Algerien im Untergrund für die Unabhängigkeit des Landes von Frankreich kämpfte. Als im Mai 1945 blutige Unruhen in Sétif ausbrachen, musste Abdelghani eine Haftstrafe verbüßen. 1946 freigelassen begab er sich nach Frankreich, wo er bis 1956 Universitätsstudien trieb. Als 1956 der algerische Befreiungskampf ausbrach, reiste er zunächst nach Kairo und dann weiter zurück nach Algerien, um dort der Nationalen Befreiungsfront (FLN) beizutreten. Er ging in den nahe Oran gelegenen fünften der insgesamt sechs Bezirke (Wilayat), in welche die FLN Algerien unterteilt hatte. In der Folge wurde er ein enger Vertrauter von Oberst Houari Boumedienne, der später das Präsidentenamt erlangen sollte. Im Dezember 1960 verlegte er seinen Standort in den Osten Algeriens und kommandierte dort ein Truppenkontingent.
Nach Erlangung der Unabhängigkeit von Frankreich wurde Abdelghani 1962 Befehlshaber der ersten Militärregion um Algier. Er geriet wegen seiner Vermittlungsbemühungen zwischen der Regierung und den oppositionellen Kabylen mit Präsident Ahmed Ben Bella in Streit, und über ihn wurde wegen Verrats die Todesstrafe verhängt. Diese wurde aber nicht vollstreckt, und nach seiner Begnadigung beteiligte er sich an den Planungen jenes Militärputsches, der am 19. Juni 1965 Ben Bellas Präsidentschaft ein jähes Ende setzte. Nun wurde Oberst Boumedienne neues algerisches Staatsoberhaupt und setzte Abdelghani für bedeutende militärische Aufgaben ein. Seit 1965 war Abdelghani Chef der vierten Militärregion in Ouargla und seit 1967 jener der zweiten Militärregion in Constantine. Auch gehörte er seit 1965 dem Revolutionsrat an. Im Auftrag von Boumedienne reiste er in den Nahen Osten sowie nach Ägypten, wo er Flieger- und Panzereinheiten am Suezkanal inspizierte. Im Oktober 1973 hatte er algerische Truppen in den Jom-Kippur-Krieg zu entsenden.
Aufgrund seiner Loyalität ernannte ihn Präsident Boumedienne am 22. Dezember 1974 zum Nachfolger des verstorbenen Innenministers Ahmed Medeghri. Im Oktober 1975 reiste er nach Madrid und versuchte die spanische Regierung vergeblich von einem Abkommen mit Marokko und Mauretanien über den künftigen Status der Westsahara abzubringen.
Nach dem Tod Boumediennes und der am 7. Februar 1979 erfolgten Wahl von Chadli Bendjedid zum neuen algerischen Staatspräsidenten ernannte dieser Abdelghani am 8. März 1979 zum Premierminister. Gleichzeitig blieb Abdelghani auch Innenminister. Ende Januar 1979 war er Mitglied des Politbüros der FLN geworden. In verschiedenen Zeitungen wurde ihm allerdings mehrmals Machtmissbrauch vorgeworfen. Als es am 15. Juli 1980 zu einer Regierungsumbildung kam, legte er sein Amt als Innenminister zurück, womit seine Position geschwächt war. Bei der Reduzierung der Mitgliederzahl des Politbüros auf sieben verließ Abdelghani dieses höchste Parteigremium. Nach der Wiederwahl von Chadli Bendjedid zum Staatspräsidenten musste Abdelghani das Amt des Ministerpräsidenten aufgeben, das an Abdelhamid Brahimi fiel, und sich mit der eher ehrenamtlichen Funktion eines Staatsministers beim Präsidenten begnügen. Diese Stelle büßte er nach den blutigen Unruhen vom Oktober 1988 ebenfalls ein. Da er aber dem Zentralkomitee der FLN angehörte, konnte er nach wie vor die Innenpolitik seines Landes mitgestalten.
Seit den ersten Mehrparteienwahlen in Algerien Ende 1991 kam es im Land zu ständigen Unruhen. Versuche des Regimes, durch einen nationalen Dialog den Frieden wiederherzustellen scheiterten; auch die schlechte Wirtschaftssituation konnte nicht verbessert werden. Der seit 1994 amtierende Staatspräsident Liamine Zéroual bot Abdelghani an, sich am Dialog zwischen der Regierung und der Opposition zu beteiligen. Abdelghani war auch bei der am 14. und 15. September 1996 abgehaltenen sog. Versöhnungskonferenz anwesend. Dennoch kam es weiterhin zu Attentaten. Am 22. September 1996 starb Abdelghani im Alter von 69 Jahren in Algier.